# 懸衣翁

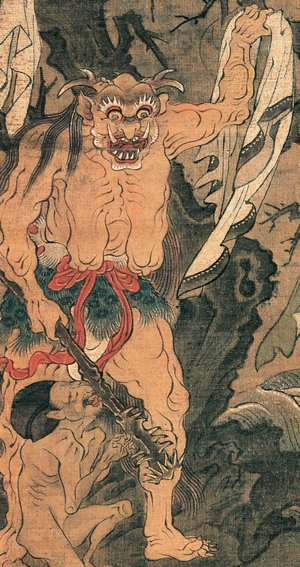
『十王図』に描かれた懸衣翁 （土佐光信・画）

懸衣翁（けんえおう）または（けんねおう）とは、死後の世界の三途の川のほとりにある衣領樹（えりょうじゅ）という木の上、または川辺にいる奪衣婆の隣にいるといわれる老人の妖怪である。
奪衣婆と共に十王の配下で、奪衣婆が亡者から剥ぎ取った衣類を衣領樹の枝にかけ、その枝の垂れ具合で亡者の生前の罪の重さを計るとされる。
罪の重い亡者は三途の川を渡る際、川の流れが速くて波が高く、深瀬になった場所を渡るよう定められているため、衣はずぶ濡れになって重くなり、衣をかけた枝が大きく垂れることで罪の深さが示されるのである。また亡者が服を着ていない際は、懸衣翁は衣の代わりに亡者の生皮を剥ぎ取るという。